# Tvätten
Tvätten är en svensk familjefilm från 1985 med regi och manus av Håkan Alexandersson. I huvudrollen som doktor Blom ses Mats G. Bengtsson.

## Handling
Doktor Blom arbetar med att omhänderta barn från olämpliga mödrar och placera dem i nya och ordningsamma hem.

## Rollista
- Mats G. Bengtsson – doktor Blom/luffaren Bill
- Krister Broberg – luffaren Sture
- Thomas Lundqvist – fröken Velma Blüchner, sångare
- Ellen Lamm – flickan Lisa
- Julia Hede – Mona, Lisas mamma, tvätterska

## Om filmen
Inspelningen ägde rum under 1984 i Stockholm med Alexandersson och Carl Johan De Geer som producenter och De Geer som fotograf. Filmen premiärvisades den 12 oktober 1985 på biografen Folkets Bio i Stockholm och är 75 minuter lång.
Filmen var Alexanderssons debut som spelfilmsregissör. Samarbetet mellan honom och De Geer var dock betydligt äldre då de två hade sysslat med film sedan slutet av 1950-talet och tillsammans gjort bland annat Tårtan.
Filmen behandlar ett allvarligt ämne, omhändertagande av barn, och bröt genom detta med den konvention som hörde barnfilmen till. Filmen var vidare genreöverskridande då den blandade fars, skillingtryck, melodram, socialrealism och surrealism och blev därigenom en närmast avantgardistisk film.
Filmen fick ett i huvudsak gott mottagande från kritikerna.